# 金斯頓 (新罕布什爾州)
金斯頓（英語：Kingston）是一個位於美國新罕布什爾州羅京安縣的鎮。

## 人口
根據2020年美國人口普查的數據，金斯頓的面積為54.50平方千米，當中陸地面積為51.30平方千米，而水域面積為3.20平方千米。當地共有人口6202人，而人口密度為每平方千米114人。